# Iheya
Iheya (jap. 伊平屋村 Iheya-son) – wieś w Japonii, w prefekturze Okinawa, na wyspie Iheya-jima. Według danych na rok 2020 miejscowość zamieszkiwało 1 126 mieszkańców , a gęstość zaludnienia wyniosła 51,6 os./km².